# Lưỡi rắn thòng
Ophioglossum pendulum là một loài dương xỉ trong họ Ophioglossaceae. Loài này được L. mô tả khoa học đầu tiên năm 1763.

## Hình ảnh

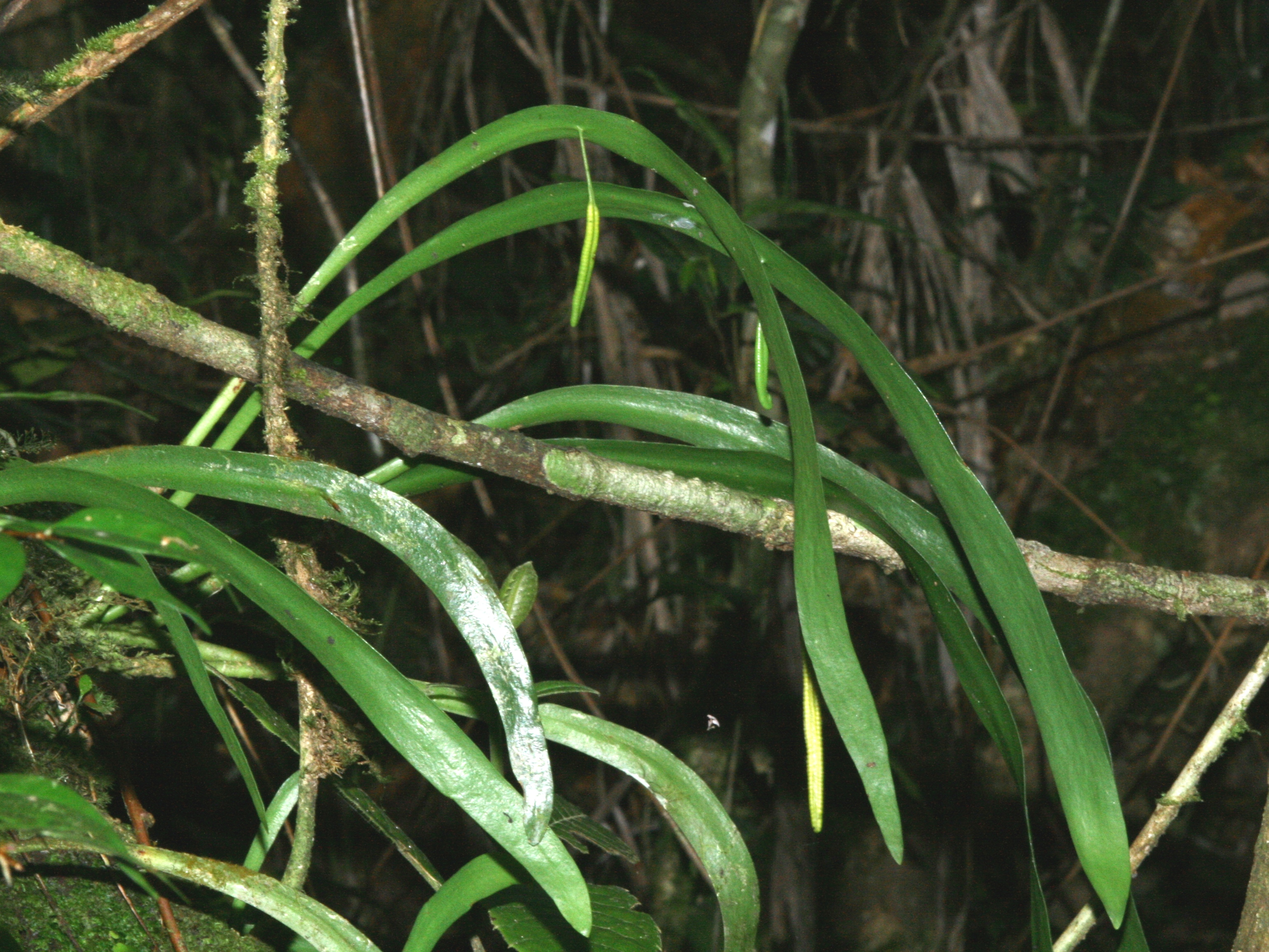
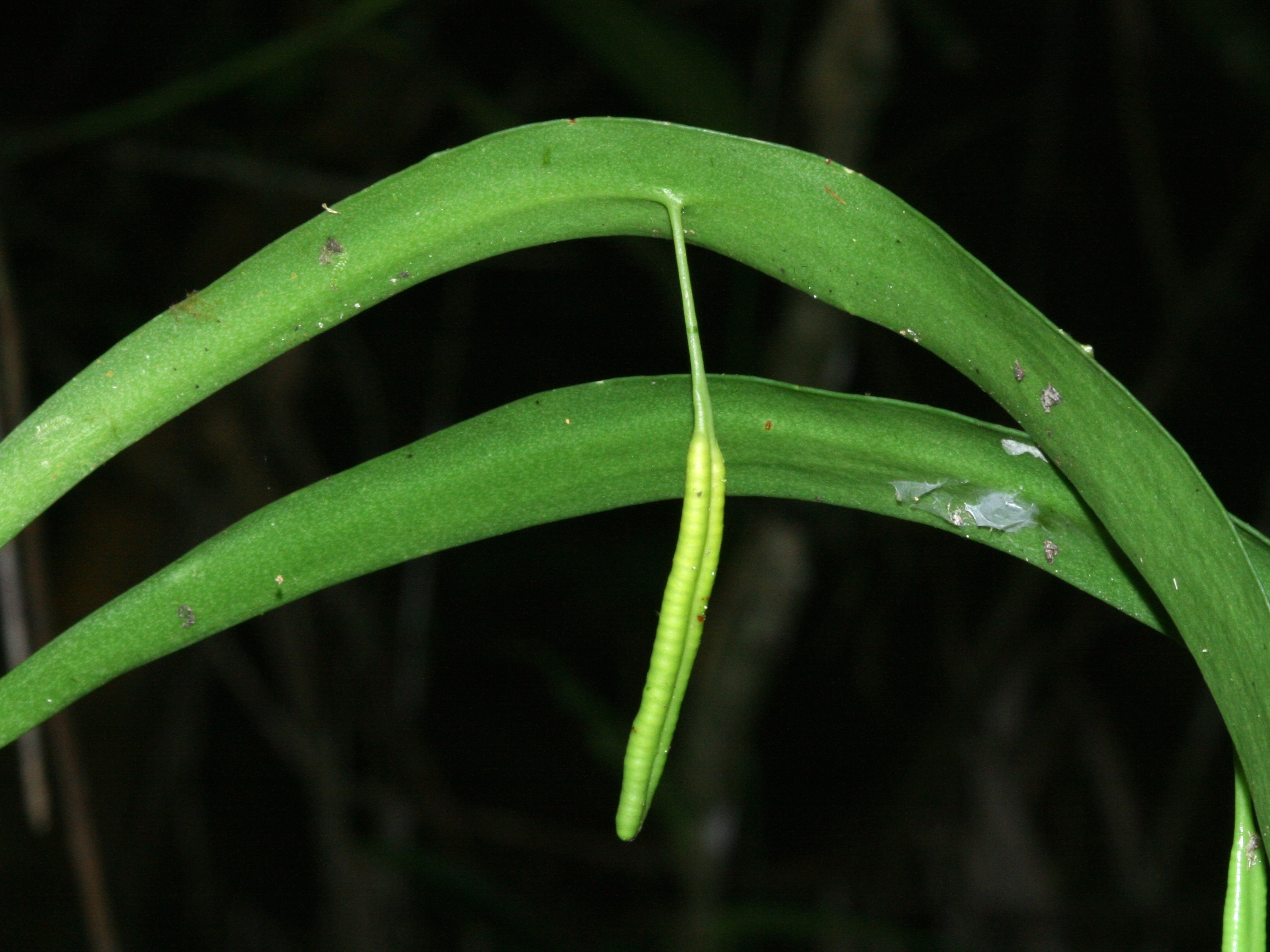
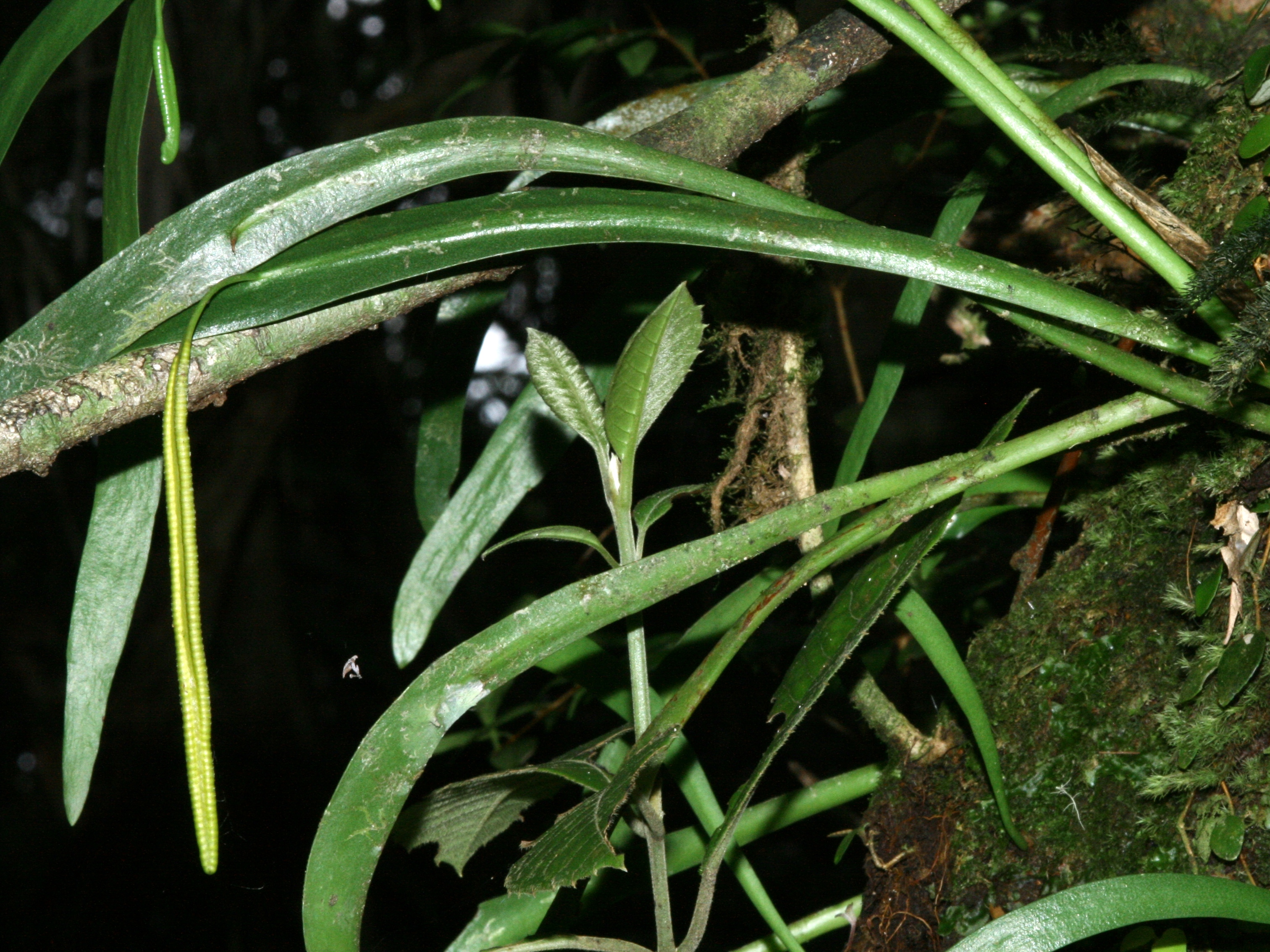
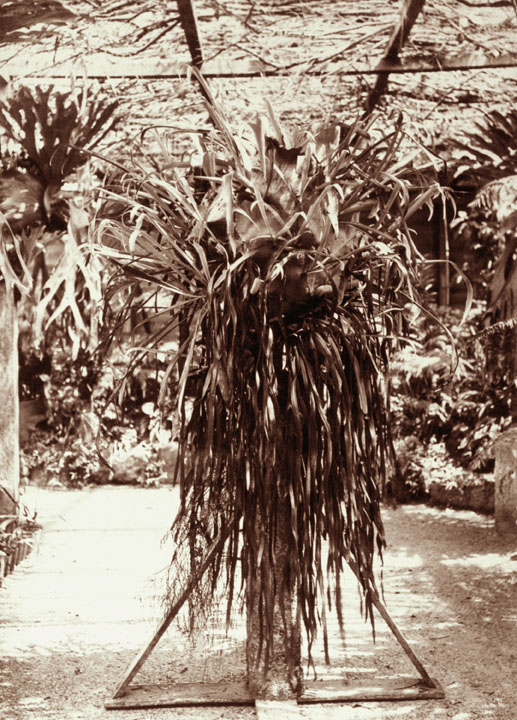